# Kaj de Rooij
Kaj de Rooij (Best, 25 november 2000) is een Nederlandse voetballer, die als aanvaller speelt voor PEC Zwolle. Hiervoor stond hij onder contract bij FC Eindhoven en NAC Breda.

## Carrière
Kaj de Rooij speelde in de jeugd van Wilhelmina Boys, FC Eindhoven en Willem II/RKC. Aan het einde van het seizoen 2017/18 zat hij al enkele wedstrijden op de bank bij het eerste elftal van FC Eindhoven. Het seizoen erna maakte hij zijn debuut, op 17 augustus 2018, in de met 2–1 verloren uitwedstrijd tegen Jong PSV. Hij kwam in de 85e minuut in het veld voor Alessio Carlone.
In 2020 kwam hij bij NAC Breda, waar men vooraf hoge verwachtingen van hem had, maar in 2023 werd zijn contract bij NAC niet verlengd. Na negen maanden revalideren van een knieblessure trainde hij vanaf eind november mee bij PEC Zwolle. Op 30 januari werd bekend dat hij een amateurcontract tot het eind van het seizoen heeft ondertekend.

### Carrièrestatistieken
| Seizoen                    | Club            | Land            | Competitie      | Competitie | Competitie | Beker | Beker | Internationaal | Internationaal | Overig | Overig | Totaal | Totaal |
| Seizoen                    | Club            | Land            | Competitie      | Wed.       | Dlp.       | Wed.  | Dlp.  | Wed.           | Dlp.           | Wed.   | Dlp.   | Wed.   | Dlp.   |
| -------------------------- | --------------- | --------------- | --------------- | ---------- | ---------- | ----- | ----- | -------------- | -------------- | ------ | ------ | ------ | ------ |
| 2017/18                    | FC Eindhoven    | Nederland       | Eerste divisie  | 0          | 0          | 0     | 0     | –              | –              | –      | –      | 0      | 0      |
| 2018/19                    | FC Eindhoven    | Nederland       | Eerste divisie  | 9          | 0          | 0     | 0     | –              | –              | –      | –      | 9      | 0      |
| 2019/20                    | FC Eindhoven    | Nederland       | Eerste divisie  | 25         | 6          | 2     | 1     | –              | –              | –      | –      | 27     | 7      |
| 2020/21                    | FC Eindhoven    | Nederland       | Eerste divisie  | 5          | 4          | 0     | 0     | –              | –              | –      | –      | 5      | 4      |
| 2020/21                    | NAC Breda       | Nederland       | Eerste divisie  | 25         | 5          | 0     | 0     | –              | –              | 3      | 1      | 28     | 6      |
| 2021/22                    | NAC Breda       | Nederland       | Eerste divisie  | 30         | 3          | 4     | 1     | –              | –              | 2      | 0      | 36     | 4      |
| 2022/23                    | NAC Breda       | Nederland       | Eerste divisie  | 18         | 2          | 2     | 0     | –              | –              | 0      | 0      | 20     | 2      |
| 2023/24                    | PEC Zwolle      | Nederland       | Eredivisie      | 5          | 0          | –     | –     | –              | –              | 0      | 0      | 5      | 0      |
| 2024/25                    | PEC Zwolle      | Nederland       | Eredivisie      | 21         | 2          | 1     | 0     | –              | –              | –      | –      | 22     | 2      |
| 2025/26                    | 0               | 0               | 0               | 0          | –          | –     | 0     | 0              | 0              | 0      |        |        |        |
| Carrière totaal            | Carrière totaal | Carrière totaal | Carrière totaal | 138        | 22         | 9     | 2     | 0              | 0              | 5      | 1      | 152    | 25     |
| Bijgewerkt op 26 juni 2025 |                 |                 |                 |            |            |       |       |                |                |        |        |        |        |

## Interlandcarrière

### Nederland onder 18 (zaalvoetbal)
In november 2017 speelde De Rooij twee wedstrijden voor het Nederland –18 zaalvoetbalteam, het betroffen kwalificatiewedstrijden voor de Olympische Jeugdzomerspelen van 2018.
| Interlands van Kaj de Rooij | Interlands van Kaj de Rooij | Interlands van Kaj de Rooij | Interlands van Kaj de Rooij | Interlands van Kaj de Rooij | Interlands van Kaj de Rooij |
| №                           | Datum                       | Wedstrijd                   | Uitslag                     | Soort wedstrijd             | Doelpunten                  |
| Als speler bij FC Eindhoven | Als speler bij FC Eindhoven | Als speler bij FC Eindhoven | Als speler bij FC Eindhoven | Als speler bij FC Eindhoven | Als speler bij FC Eindhoven |
| --------------------------- | --------------------------- | --------------------------- | --------------------------- | --------------------------- | --------------------------- |
| 1.                          | 2 november 2017             | Slowakije – Nederland       | 2 – 0                       | Vriendschappelijk           | 0                           |
| 2.                          | 4 november 2017             | Nederland – Azerbeidzjan    | 7 – 0                       | Vriendschappelijk           | 2                           |